# Linghe
Linghe (en chino, 镜湖; pinyin, Líng·Hé, léase Ling-Jə) es un distrito urbano bajo la administración directa de la Prefectura Jinzhou  en la Provincia de Liaoning, República Popular China.  Su área es de 38 km² y su población total para 2010 superó los 400 mil habitantes.

## Administración
Desde julio de 2023, el  Distrito Linghe  se divide en 6 pueblos administrados en subdistritos.